# Milán Füst

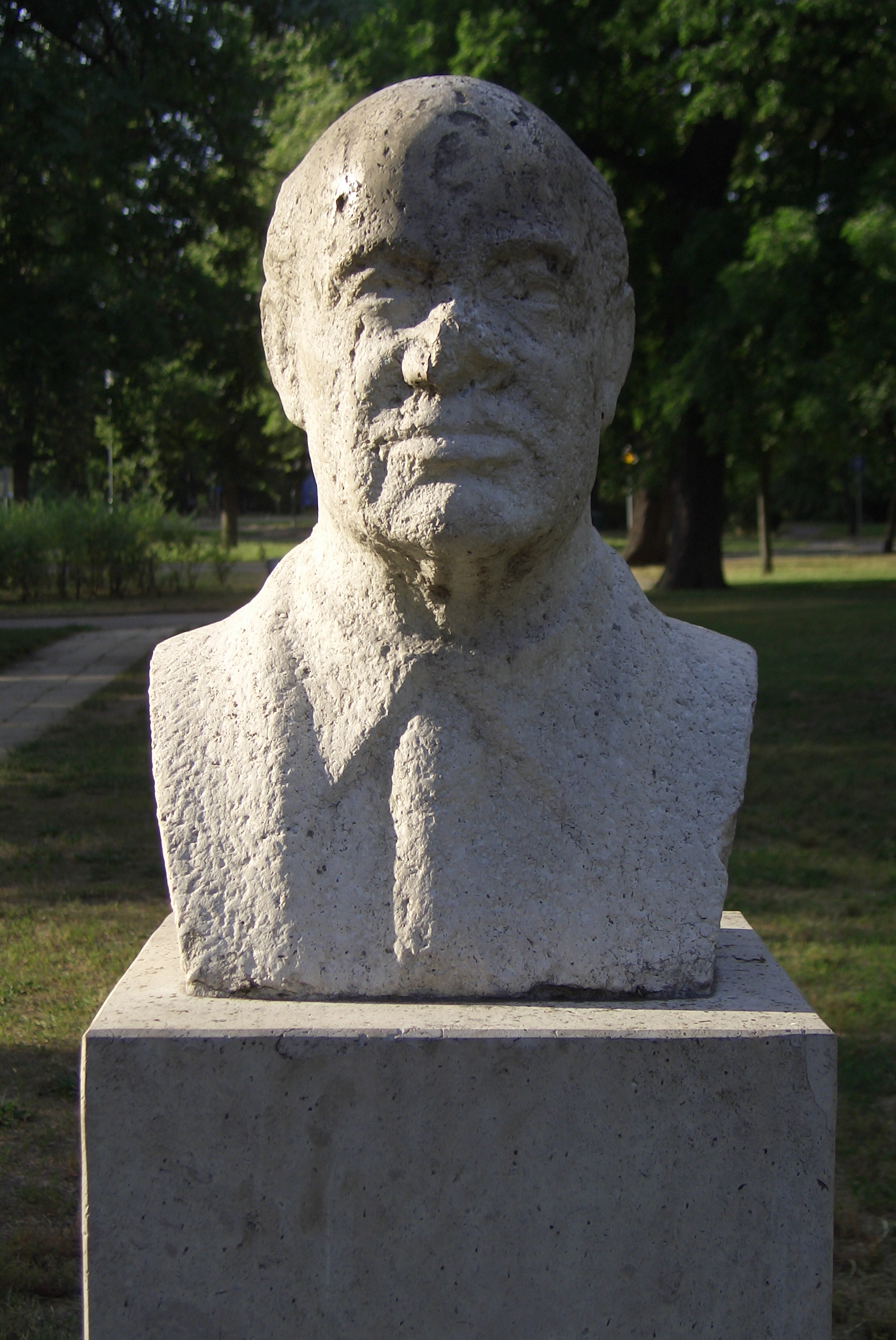
Büste von Milán Füst im Stadtwäldchen in Budapest

Milán Füst (geboren 17. Juli 1888 in Budapest, Österreich-Ungarn; gestorben 26. Juli 1967 in Budapest) war ein ungarischer Schriftsteller und Ästhetikprofessor.

## Leben
Füst, der bis 1912 Jura studierte und zeitweilig als Lehrer tätig war, veröffentlichte seine ersten Gedichte 1909 in der Zeitschrift Nyugat. Zunächst durch Lyrik in Erscheinung getreten (Változtatnod nem lehet, 1913), war Füst zudem Dramatiker (Boldogtalanok, 1914). Seine Stücke wurden jedoch erst spät, kurz vor seinem Tod, überhaupt aufgeführt, so beispielsweise sein bereits 1940 entstandenes Drama Negyedik Henrik király (König Heinrich IV.), das erstmals 1964 in der ungarischen Hauptstadt zu sehen war.
Sein erfolgreichstes literarisches Werk war der in zahlreiche Sprachen übersetzte Roman Die Geschichte meiner Frau (A feleségem története), den Füst auf über 40.000 Seiten Manuskript über einen Zeitraum von sieben Jahren entwarf und 1942 vollendete. 1948 gehörte Füst zu den ersten Empfängern des Kossuth-Preises.
Über viele Jahre hinweg war Füst außerdem Professor für Ästhetik in Budapest.

## Werke
- Die Unglücklichen, 1914
- Advent, 1923
- Lachende Gesichter, 1923
- König Heinrich IV., 1940
- Vision und Emotion in der Kunst, 1948
- Die Geschichte meiner Frau (A feleségem története), dt. 1962; weitere Auflage: Frankfurt, M. : Eichborn 2007, Reihe Die Andere Bibliothek, ISBN 978-3-8218-6202-6
- Herbstdüsternisse, 1974